# Mōri Okimoto
Mōri Okimoto (毛利 興元?; 1492 – 21 settembre 1516) è stato un daimyō giapponese del periodo Sengoku, decimo capo del clan Mōri.

## Biografia
Okimoto era un figlio Mōri Hiromoto e fu inizialmente conosciuto come Kōchiyomaru. Divenne capo clan nel 1499, a soli 8 anni, e il suo genpuku (cerimonia di raggiungimento della maggiore età) avvenne nel 1507. Seguì Ōuchi Yoshioki a Kyoto, dove rimase per quattro anni. Okimoto ritornò nelle proprie terre quando gli Ōuchi e gli Amago si scontrarono nella provincia di Aki e Okimoto dovette anche affrontare la crescente ostilità del clan Takeda. Morì giovane, a 25 anni, e si ritiene che la sua morte, avvenuta nel settembre del 1516, sia dovuta ad abuso di alcool, forse per insufficienza epatica o a qualche altra malattia legata all'alcol.
Gli succedette il figlio Kōmatsumaru, ma essendo ancora un bimbo, venne accudito dal fratello minore di Okimoto, Mōri Motonari.